# Johann Vesling
Johann Vesling (1598-1649) est un chirurgien et anatomiste vénitien d'origine saxonne. On lui doit les premières descriptions du système lymphatique.

## Biographie
Il passa sa jeunesse à Vienne, où avec son père il étudia la médecine. En 1628 il fut nommé chirurgien-préparateur à l'école médicale de Venise.
Au terme de plusieurs années de voyage en Égypte et à Jérusalem, il devint médecin attitré du conseil vénitien. Ces voyages lui avaient permis d'approfondir ses connaissances des plantes médicinales et de la flore méditerranéenne.
En 1632 il devint professeur d'anatomie et de chirurgie auprès de l'université de Padoue, où il eut comme assistant Johann Georg Wirsung et fut le professeur de Thomas Bartholin ; puis il prit la succession d'Alpino (mort en 1637, fils du botaniste Prospero Alpini) en tant que directeur du jardin botanique de cette université.
Il publia en 1641 un manuel à partir des recherches anatomiques qu'il avait menées à Padoue (Syntagma anatomicum, publicis dissectionibus, in auditorum usum, diligenter aptatum), qui connut une grande diffusion. On trouve dans cet ouvrage l'une des premières descriptions du système lymphatique humain et du polygone de Willis.

## Œuvres
- De plantis Aegyptiis observationes et notae ad Prosperum Alpinum cum additamento aliarum ejusdem regionis, 1638 — Prospero Alpini (1553-1617), professeur de botanique à Padoue
- Syntagma anatomicum (éd. Paulo Frambotto, Padoue, 1647).
- Opobalsami veteribus cogniti Vindiciae (impr. Paulo Frambotto, Padoue, 1644)